# Malasia británica
Malasia británica (en inglés: British Malaya) fue un conjunto de Estados de la península de Malaca colonizados por los británicos desde los siglos XVIII y XIX hasta la segunda mitad del siglo XX. Hasta la conformación de la Unión Malaya en 1946, estas colonias no estaban bajo una administración unificada, puesto que estaban integradas por las Colonias Británicas de los Estrechos, los Estados Malayos Federados y los Estados Malayos No Federados.
Malasia fue, de los llamados «protectorados» británicos, colonia que defendieron desde el primer momento puesto que era la mayor fuente de ingresos del imperio. Malasia proporcionaba el 85 % de la producción mundial de caucho natural, 45 % de estaño y 23 % de cromo. El objetivo británico para salvaguardar los intereses occidentales era mantener a Malasia fuera del alcance de Indonesia y para ello emprendió la construcción de un estado anexionando los territorios británicos del norte de Borneo, formando así una Federación de Malasia y consiguiendo además el predominio de la población étnica malaya sobre la china.
El principal problema con el que toparon los británicos fue la diversa composición étnica y social: malayos musulmanes, chinos e indios (traídos por los británicos como mano de obra). En 1948 los británicos firmaron un acuerdo para formar la Federación Malaya, lo que trajo consigo una guerrilla de combatientes de etnia mayoritariamente china debido a que los plantadores iniciaron la expulsión de los campesinos chinos de las tierras que cultivaban y estos clamaban la independencia. Los británicos iniciaron campañas para acusar a las guerrillas de intereses comunistas y el 17 de julio de 1948 ilegalizaron al partido comunista y a organizaciones izquierdistas, iniciando así una represión contra la población de etnia china y la campaña de «emergencia» por la cual medio millón de campesinos de etnia china fueron trasladados a "pueblos protegidos" para aislarlos de la guerrilla.
En 1957 los intereses coloniales cambiaron debido a que Gran Bretaña producía caucho sintético y ya no necesitaba los recursos del territorio, por lo que decidió darle la independencia y dejar el gobierno en manos de Tunku Abdul Rahman. El proceso de consolidación culminó en 1963 al crear la Federación de Malasia, compuesta por Malaya, la ciudad estado de Singapur, Sabah y Sarawak (las posesiones británicas del norte de Borneo) excluyendo el sultanato de Brunéi (protectorado británico productor de petróleo). Esto provocó revueltas sociales acusando de la defensa de los intereses coloniales pero tras las revueltas raciales de 1969 se consiguió cierta estabilidad y en especial bienestar social puesto que indios y chinos, con menores preferencias que los malayos y otras etnias nativas, accedieron a la ciudadanía.

## Origen de la influencia británica en la política malaya

Bandera de la Federación Malaya, formada por los británicos el 31 de enero de 1948 y compuesta por once estados malayos así como por las colonias británicas de Penang y Malaca.

En 1771 los británicos establecieron factorías en Penang, antiguamente parte de Kedah, y en Singapur en 1819.
Ya a mediados del siglo XVIII se podían encontrar firmas británicas comerciando en la península de Malaca. En abril de 1771, Jourdain, Sulivan & De Souza, una empresa inglesa en Madras, India, envió a Francis Light, capitán de la Compañía Británica de las Indias Orientales, para encontrarse con el Sultán de Kedah, Muhammad Jiwa Shah, con el propósito de abrir el mercado de ese país al libre comercio.
El Sultán enfrentaba múltiples amenazas externas en ese momento. Siam, que se encontraba en guerra con Birmania, obtenía refuerzos de Kedah, que era su estado vasallo. Kedah era un aliado reacio de Siam.
En las negociaciones entre el Sultán y Light, el Sultán aceptó el establecimiento de una factoría británica operando en Kedah si los británicos se comprometían a proteger al país de amenazas externas. Light llevó esa propuesta a sus superiores en la India, quienes de cualquier manera la rechazaron.
Dos años más tarde el Sultán murió y fue reemplazado por Abdullah Mahrum Shah. El nuevo Sultán, sintiéndose desesperado, le ofreció a Light la isla de Penang como recompensa por la ayuda militar. Light le informó a la Compañía Británica de las Indias Orientales sobre la oferta del Sultán. La Compañía le ordenó a Light apoderarse de Penang, pero sin garantizar la ayuda militar que el Sultán pedía. Finalmente la compañía decidió no enviar ninguna ayuda, y el Sultán, sintiéndose traicionado, expulsó a Light de Penang.
La negativa de Light provocó que el Sultán fortaleciera su ejército y que fortificara Prai, un tramo de playa frente a Penang. Reconociendo esta amenaza, los británicos se movilizaron y arrasaron con el fuerte de Prai. Con esta derrota el Sultán fue forzado a firmar un acuerdo que les permitía legalmente a los británicos ocupar Penang; como recompensa el Sultán recibiría una renta anual de 6.000 pesos españoles. El 1 de mayo de 1791 la bandera británica (la Union Jack) fue izada oficialmente en Penang. En 1800 Kedah cedió Prai a los británicos y el Sultán recibió 4.000 pesos adicionales como renta anual.
Penang fue más tarde bautizada Isla del Príncipe de Gales, mientras que Prai fue rebautizada Provincia Wellesley. En 1821 Siam invadió Kedah, saqueó la capital, Alor Star, y ocupó el sultanato hasta 1842.
El desafío de un número creciente de conflictos y guerras civiles, particularmente largas y violentas, que se extendieron por el denominado Tercer Mundo durante la década de los 90, exigió el empeño de la comunidad internacional y fomentó la emergencia de un modelo de respuesta que tuviese en cuenta las fuentes, actores, dinámicas, así como las consecuencias de los nuevos patrones de conflicto desde el fin de la Guerra Fría.
Las Naciones Unidas percibieron claramente, en este nuevo contexto internacional, una oportunidad de expansión de su papel como garante de la paz y la seguridad internacionales. Así, asumiendo expectativas generalizadas, con el final de la confrontación bipolar y del renacimiento de la Organización, su Secretario general Boutros-Ghali elaboró un nuevo marco conceptual de respuesta a los conflictos contemporáneos, avanzando con cuatro estrategias de acción muy ambiciosas en su Agenda para la Paz: diplomacia preventiva (preventive diplomacy), mantenimiento de la paz (peacekeeping), restablecimiento de la paz (peacemaking), y consolidación de la paz (peacebuilding). Este famoso documento de las Naciones Unidas de 1992 presentó, por vez primera, el concepto de "consolidación de la paz postconflicto" como la nueva prioridad de la Organización, definida como:
"acciones para identificar y apoyar estructuras que fortalezcan y solidifiquen la paz, de forma que eviten un retorno al conflicto".
Uno de los grandes males que ha padecido, y sigue padeciendo la humanidad, es el de las guerras. La violencia, el terrorismo, las amenazas, los conflictos, perturban la paz y siembran desequilibrio en las naciones. Los países en guerra han perdido grandes bienes que estaban al servicio de la colectividad, y sobre todo, han perdido vidas humanas que ya no se recuperan

## Expansión de la influencia británica sobre la actual Malasia
Antes del final del siglo XIX los británicos practicaron una política de no intervención. Pero varios factores como la fluctuante oferta de materia prima, los convencieron de la necesidad de desempeñar un papel más activo en los estados malayos.
Desde el siglo XVII hasta principios del siglo XIX, Malaca había sido una colonia neerlandesa. Durante las guerras napoleónicas, entre 1811 y 1815, (cuando los Países Bajos se vieron invadidos por Francia) Malaca y otras colonias neerlandesas en el Sudeste de Asia quedaron bajo tutela británica para evitar que los franceses reclamaran las posesiones de los Países Bajos. Cuando la guerra terminó, en 1815, Malaca fue devuelta a los neerlandeses. En 1824, los británicos y los neerlandeses firmaron un tratado conocido como "Tratado anglo-neerlandés de 1824". En el tratado, entre otras cosas, Malaca era transferida legalmente a la administración británica. El tratado se convirtió así en el único acuerdo oficial que dividía a la etnia malaya del universo malayo en dos entidades separadas, definiendo las fronteras entre la Malasia británica y las Indias Orientales Neerlandesas (actual Indonesia), y convirtiéndose así en la base de la actual frontera entre Indonesia y Malasia.

### Johory Singapur

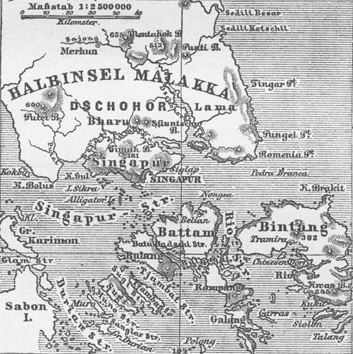
Mapa alemán de Singapur de 1888

El Singapur actual fue fundado por Sir Stramford Raffles, con ayuda del Mayor William Farquhar. Antes, Raffles había sido Teniente Gobernador de la colonia neerlandesa de Java, controlada por los británicos durante las guerras napoleónicas, desde 1811 hasta 1815. En 1818 había sido nombrado para el mismo cargo en Bencoolen. Consciente de que los neerlandeses monopolizaban el comercio en el archipiélago malayo, estaba convencido de que los británicos necesitaban una nueva colonia comercial para contrarrestar el poder neerlandés. Meses de exploraciones lo llevaron a Singapur, una isla en la punta inferior de la península malaya. La isla estaba gobernada por un temenggung.
Singapur se encontraba, al mismo tiempo, bajo control de Tengku Abdul Rahman, el Sultán de Johor, a su vez bajo la influencia de los neerlandeses y de los bugis (etnia de Sulawesi). El Sultán de Johor nunca estaría de acuerdo con el emplazamiento de una base británica en Singapur.
Sin embargo, Tengku Abdul Rahman se había convertido en Sultán solo porque su hermano mayor, Tengku Hussein, se encontraba en Penang cuando su padre, el Sultán anterior, murió en 1812. En la cultura malaya, para convertirse en el sucesor del Sultán es necesario estar junto a este en el momento de su muerte. Tengku Abdul Rahman estaba presente cuando su padre murió, mientras que Tengku Hussein se encontraba en Penang. Entre tanto, el temenggung de Singapur prefería a Tengku Hussein como Sultán.
Los británicos aprovecharon estos conflictos internos. primero reconocieron a Tengku Abdul Rahman como gobernante. Pero en 1819 Raffles hizo un trato con Tengku Hussein, en donde los ingleses reconocían a este como el legítimo Sultán de Singapur a cambio de una base comercial en Singapur. Además, Tengku Hussein y el temenggung recibirían un estipendio anual de parte de los británicos. El tratado fue ratificado el 6 de febrero de 1819. Con la ayuda del Temenggung, Hussein abandonó Penyengat simulando irse de pesca, y llegó a Singapur, donde fue instalado rápidamente como Sultán.
Los neerlandeses se disgustaron mucho con la acción de Raffles. Sin embargo, con la firma del Tratado anglo-neerlandés de 1824, su oposición a la presencia británica en Singapur decreció. Además, se dividió al Sultanato de Johor, de acuerdo al tratado, entre el actual Johor y el nuevo Sultanato de Riau.

### Las Colonias del Estrecho
Después de asegurarse de aislar a Singapur del territorio colonial neerlandés a través del Tratado anglo-neerlandés de 1824, los británicos se ocuparon de centralizar la administración de Penang, Malacca y Singapur. Con ese propósito en 1826 se estableció una entidad conocida como las Colonias del Estrecho, con capital en Penang. Más tarde, en 1832, la capital se trasladó a Singapur. Si bien estas tres colonias fueron la columna vertebral de las Colonias, a lo largo de los años se sumarían a estas la isla de Navidad, las islas Cocos, Labuan y Dinding de Perak.
Hasta 1867, las Colonias eran responsabilidad de un Administrador designado por la Compañía Británica de las Indias Orientales en Calcuta. Los administradores de las Colonias no estaban satisfechos con la forma en que Calcuta manejaba sus asuntos y se quejaron en Londres. La Compañía incluso había intentado anular el estatuto de "puerto libre" del que gozaba Singapur desde 1856. Sin embargo, la Compañía se disolvió en 1858 luego de la Rebelión de los Cipayos, y la India se convirtió en una colonia administrada directamente por la Corona, iniciándose el período llamado Raj británico. Al desaparecer el poder de Calcuta, y con la intensa presión ejercida por los administradores de las Colonias, en 1867 la colonia fue colocada directamente bajo el poder de la Oficina Colonial en Londres y se la declaró una colonia de la Corona.
En 1946, después de la Segunda Guerra Mundial, la colonia se disolvió y fue absorbida por la Unión Malaya, mientras que Singapur se separó de la Unión y formó una nueva colonia de la Corona. La Unión Malaya después fue sustituida por la Federación de Malaya en 1948, y en 1963, junto con Sabah, Sarawak y Singapur formó una Federación aún mayor llamada Malaysia.

### Los estados malayos del norte y Siam

A lo largo de la historia, el antiguo reino de Siam fue perdiendo vastas extensiones de sus territorios a manos de los colonialistas europeos. Tanto la Indochina francesa como la Birmania y la Malasia británicas se beneficiaron de los territorios quitados a Siam

Hasta fines de siglo XIX la Compañía Británica de las Indias Orientales solo se había interesado en el comercio y trató en lo posible de mantenerse alejada de la política malaya. Sin embargo, la influencia de Siam en los estados malayos del norte, especialmente en Kedah, Terengganu, Kelantan y Pattani advirtió a los británicos de la necesidad de comerciar en paz. Por lo tanto en 1826 los británicos, a través de la Compañía, firmaron un tratado secreto conocido hoy como Tratado Burney con el rey de Siam. Los cuatro estados malayos no estuvieron presentes durante la firma del acuerdo. En ese tratado los británicos reconocían la soberanía siamesa sobre estos estados malayos del norte. A cambio, Siam reconoció la soberanía británica en Penang y la provincia de Wellesley, y le permitió a la Compañía el comercio en Terengganu y Kelantan sin trabas.
Casi un centenar de años más tarde, se firmó un nuevo tratado que ahora se conoce como Tratado anglo-siamés de 1909 o Tratado de Bangkok. En el nuevo acuerdo, Siam acordaba renunciar a su soberanía sobre Kedah, Perlis, Terengganu y Kelantan, mientras que Pattani permanecía en territorio siamés. Perlis era una parte de Kedah que durante el reino de Siam fue separado de este. El distrito de Satun en Kedah fue anexado sin embargo por Siam en el mismo acuerdo. Pattani, por otra parte, fue dividida en las provincias de Pattani, Yala y Narathiwat tras la firma del tratado.
A pesar de que el Rey Chulalongkorn de Siam se mostraba reacio a firmar el tratado, el aumento de la presión francesa sobre la frontera oriental de Siam lo obligó a cooperar con los británicos. Al igual que con Rama IV, Chulalongkorn esperaba que los británicos dejarían en paz a Siam si se adhería a la demanda británica. Anteriormente, en 1893, Siam había perdido Shan, región actualmente en el noreste de Birmania, a manos de los británicos. La demarcación del Tratado de Bangkok sigue siendo hoy en día la frontera entre Malasia y Tailandia.
Los gobernantes malayos no reconocieron el acuerdo, pero eran demasiado débiles para resistir a la influencia británica. En Kedah, después del Tratado de Bangkok, George Maxwell fue enviado por los británicos como el consejero del Sultán. Se construyó un ferrocarril para conectar a Kedah con Siam en 1912. Solo en 1923 el gobernador de Kedah, Sultan Abdul Halim Hamid Syah, aceptó un asesor británico.
El Sultanato de Perlis sufriría una experiencia similar. Sus gobernantes no reconocen el tratado de 1909, pero los británicos se convierten en los administradores de facto del estado. Solo en 1930 el Sultán de Perlis, Raja Syed Alwi, reconoce la presencia británica en Perlis, admitiendo a Meadows Frost como el primer asesor británico en ese Sultanato.

### Perak y el Tratado de Pangkor
Perak es un estado en la costa occidental de la Península Malaya. Entre los siglos XVII y XIX se descubrió que era rico en estaño. De hecho, Perak poseía los depósitos aluviales de estaño más ricos del mundo.
Al mismo tiempo Europa pasaba por la Revolución Industrial y esto creó una enorme demanda de estaño. Los británicos, así como los neerlandeses, se encontraban en Perak, cada uno tratando de monopolizar la producción de estaño y de otras materias primas menores. Sin embargo, la política de Perak era inestable, y el costo de las operaciones mineras de estaño aumentaba. Por ejemplo, en 1818 Siam le ordenó a Kedah atacar a Perak. La falta de seguridad en Perak llevó a los británicos a establecer un protectorado en Perak en 1826.
Como los británicos sobreexplotaban los yacimientos mineros de Perak, se sufrió una escasez de mano de obra. Buscando resolver el problema, el administrador malayo Long Jaafar invitó a los chinos de Penang a trabajar Perak, especialmente en Larut. En la década de 1840 la población china de Perak explotó.
Los nuevos inmigrantes más de una vez eran miembros de sociedades secretas. Dos de las más grandes eran Ghee Hin y San Hai. Estos dos grupos trataron de aumentar regularmente su influencia en Perak y esto dio lugar a frecuentes escaramuzas. Estas escaramuzas fueron descontrolándose, y ni siquiera Ngah Ibrahim, el Menteri Besar (equivalente a un primer ministro), podía estabilizar la situación.

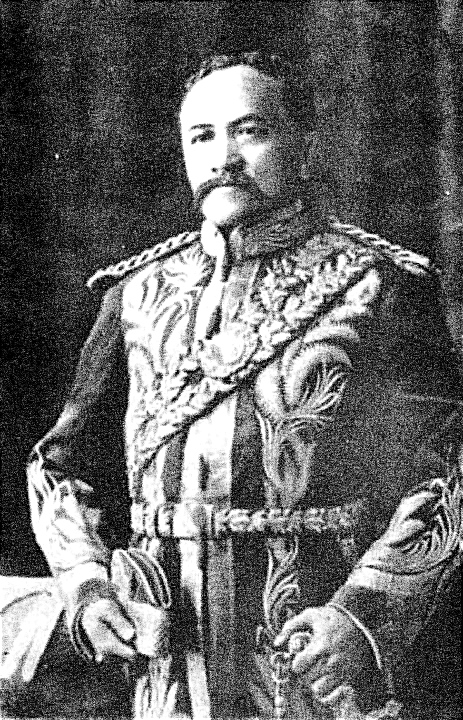
Raja Abdullah, Sultán de Perak

Mientras tanto, se estaba llevando a cabo una lucha por el poder en la corte real de Perak. El Sultán Ali murió en 1871 y el siguiente en la línea para ocupar el trono era el Raja Muda, el príncipe heredero, Raja Abdullah. A pesar de esto, Raja Abdullah no estuvo presente durante el entierro del Sultán Alí. Al igual que en el caso de Tengku Hussein de Johor, Raja Abdullah no fue nombrado como nuevo Sultán por los ministros de Perak. En cambio, el segundo en la línea, el Raja Bendaraha, que era Raja Ismail, se convirtió en Sultán de Perak.
Raja Abdullah estaba furioso y se negó a aceptar la noticia de buena gana. Entonces solicitó apoyo político de varias fuentes en su lucha por el trono: de varios jefes locales de Perak, de personal británico con el cual había hecho negocios en el pasado, y de las sociedades secretas chinas. Entre los británicos que lo apoyaban se encontraba el comerciante británico W.H.M. Read. Además, se comprometió a aceptar un asesor británico si los británicos le reconocían como el legítimo gobernante de Perak.
Desafortunadamente para Raja Abdullah, el Gobernador de las Colonias de los Estrechos en aquel momento era Sir Harry Ord, que era amigo del Menteri Besar, Ngah Ibrahim, quien tenía cuentas pendientes con Raja Abdullah. Con la ayuda de Sir Ord, Ngah Ibrahim envió a Malaya tropas de cipayos desde la India para evitar que Raja Abdullah luchara de forma activa por reclamar el trono, y para lograr extender un poco el control sobre las sociedades secretas chinas.

En 1873 la Oficina Colonial en Londres apercibió a Sir Ord por incompetente. Fue sustituido en breve por Sir Andrew Clarke, a quien se le ordenó investigar a fondo lo que estaba ocurriendo en los estados malayos para informar a la Oficina Colonial la manera de simplificar la administración británica en Malasia. 

En rojo, las Colonias de los Estrechos. Londres era consciente de que las Colonias de los Estrechos dependían cada vez más de la economía de los Estados malayos del interior, incluyendo Perak

. Tras la llegada de Clarke a Singapur, muchos comerciantes británicos, incluido Read, se hicieron cercanos al gobernador. A través de Read, Clarke se enteró del problema de Raja Abdullah y de la voluntad de este de aceptar un representante británico en su corte si los británicos lo ayudaban.
Clarke aprovechó la oportunidad para ampliar la influencia británica. En primer lugar, hizo un llamamiento a todas las sociedades secretas chinas y exigió a estos grupos a una tregua permanente. Más tarde, a través de la firma del Tratado de Pangkor del 20 de enero de 1874, Clarke finalmente reconoció a Raja Abdullah como el legítimo Sultán de Perak. Inmediatamente, J.W.W. Birch fue designado Residente Británico en Perak. Raja Ismail, al no formar parte del acuerdo, se vio obligado a abdicar debido a la intensa presión de parte de Clarke.

### Selangor
Junto con Perak, Selangor al sur tenía grandes depósitos de estaño en torno a Hulu Selangor en el norte, Hulu Klang en el área central y Lukut cerca de Negeri Sembilan al sur. Alrededor de 1840, bajo la dirección de Raja Jumaat de Riau, la minería del estaño se convirtió en una gran empresa. Su esfuerzo pronto fue recompensado por el Sultán Muhammad de Selangor; Raja Jumaat fue nombrado en 1846 administrador de Lukut.
En la década de 1850, Lukut surgió como uno de los más modernos asentamientos en la Península Malaya (sin contar a las Colonias de los Estrechos). En un momento dado llegó a haber allí no menos de 20.000 trabajadores, de los cuales la mayoría eran de etnia china. Raja Jumaat murió en 1864 y su muerte creó un vacío de poder, tras los cual, poco a poco Lukut cayó en el olvido.
Mientras tanto, Hulu Klang disfrutaba un crecimiento sin precedentes debido a la minería del estaño. Entre 1849 y 1850, Raja Abdullah bin Raja Jaafar, primo de Raja Jumaat, fue nombrado administrador de Hulu Klang por el Sultán. Los inmigrantes chinos en Lukut, que se habían quedado sin trabajo con la ruina de esa región, se trasladaron a Hulu Klang. Quien se encargó de esta migración de trabajadores chinos a Hulu Klang fue Sutan Puasa de Ampang, quien reemplazó la especialización exclusivamente minera de Hulu Klang por la producción de mercancías que iban desde el arroz al opio. Con la prosperidad de Hulu Klang, comenzaron a levantarse varios asentamientos a finales de la década de 1860, entre ellos Klang y Kuala Lumpur, esta última actual capital de Malaysia. Kuala Lumpur fue fundada por un Kapitán chino llamado Yap Ah Loy.
Tal como había ocurrido en Perak, este rápido desarrollo atrajo el interés de los británicos presentes en las Colonias de los Estrechos. La economía de Selangor se volvió tan importante para la prosperidad de las Colonias de los Estrechos que cualquier perturbación de la paz en Selangor lastimaría a las Colonias también. Por lo tanto, los británicos se dispusieron a crearse una voz en la política de Selangor. En 1874 Frank Swettenham fue nombrado consejero del Sultán de Selangor. Ese mismo año lograron sofocar una guerra civil que se había desatado a causa del ataque a un barco británico en Penang por parte de piratas, los cuales fueron sentenciados a muerte por un tribunal improvisado.

### Sungai Ujong, Negeri Sembilan
Negeri fue otro de los principales productores de estaño en Malasia. En 1869, surgió una lucha de poder entre Tengku Antah y Tengku Ahmad Tunggal, ya que ambos aspiraban a convertirse en el próximo gobernante de Negeri Sembilan, cargo conocido como Yamtuan Besar. Este conflicto entre los dos príncipes dividió a la confederación y puso en peligro la disponibilidad de estaño proveniente de Negeri Sembilan para los británicos.
Sungai Ujong, un estado dentro de la confederación, era, 
en particular, sitio de muchas minas de importancia local, y estaba gobernado por Dato' Kelana Sendeng. Sin embargo, otro cacique local llamado Dato' Bandar Kulop Tunggal tenía más influencia que Dato' Kelana. Dato' Bandar gozaba de un gran apoyo local e incluso de los inmigrantes chinos que trabajaban en las minas de Sungai Ujong. Por el contrario, la reducida popularidad de Dato' Kelana le hacía depender a este de otro cacique llamado Sayid Abdul Rahman, que ostentaba el cargo de Laksamana Raja Laut de la confederación (Ligeramente equivalente a Real Almirante). Esta situación causó frecuentes disturbios en Sungai Ujong.
Los años anteriores a 1873 sin embargo habían sido años de relativa calma ya que Dato' Kelana se había mantenido ocupado en sofocar el intento de secesión del estado de Sungai Linggi instigado por el estado de Rembau. Sungai Linggi comunicaba a Negeri Sembilan con Malacca, y un alto volumen de comercio pasaba a través de Sungai Linggi diariamente. Quien controlara Sungai Linggi ganaría riqueza mediante impuestos.
Más tarde en 1872, Dato' Kelana murió, y a principios de 1873, su antiguo mentor, Sayid Abdul Rahman, se erigió como el nuevo Yamtuan Besar. Sayid trató de contrarrestar el poder de su rival, Dato' Bandar. Cuando los británicos cambiaron su política no-intevencionista en 1873 mediante la sustitución de Sir Harry Ord por Sir Andrew Clarke como nuevo gobernador de los Colonias de los Estrechos, Sayid Abdul inmediatamente se dio cuenta de que los británicos podrían ayudarlo a fortalecer su posición en Sungai Ujong. No perdió tiempo en contactar y presionar a los británicos de Malacca. En abril de 1874, Sir Clarke reconoció a Sayid como el legítimo jefe de estado de Sungai Ujong. Ambos firmaron un tratado que establecía que Sayid debía "gobernar Sungai Ujong justamente, proteger a los comerciantes británicos, y evitar toda acción antibritánica allí". Dato' Bandar no fue invitado a firmar el acuerdo y, por lo tanto, afirmó que no tenía obligación alguna sobre él. Por otra parte, Dato' Bandar y los lugareños rechazaban la presencia británica en Sungai Ujong. Esto redujo el apoyo popular de Sayid. 
Pronto, una empresa dirigida por William A. Pickering del Protectorado chino de las Colonias de los Estrechos fue enviado a Sungai Ujong para evaluar la situación en nombre de las Colonias Británicas de los Estrechos. Reconoció la difícil situación en que se encontraba Sayid e informó de esto al gobierno de las Colonias de los Estrechos. Los británicos enviaron 160 soldados a Sungai Ujong para ayudar a Pickering a derrotar a Dato' Bandar. A finales de 1874, Dato' Bandar huyó a Kepayang. A pesar de la derrota, los británicos le pagaron una pensión y le garantizaron asilo en Singapur. Lo largo del año la influencia británica se hizo mayor, hasta el punto de que un Asistente Residente fue puesto allí para asesorar y ayudar a Sayid con el gobierno de Sungai Ujong.

### Pahang
Los británicos se involucraron en el gobierno de Pahang al finalizar una guerra civil entre dos candidatos al trono del reino entre 1858 y 1863.

## Resistencia
Poco antes del estallido de la Segunda Guerra Mundial en Asia, los británicos detuvieron a varios líderes influyentes de la organización nacionalista Kesatuan Melayu Muda (KMM). Sin embargo, la mayoría de ellos fueron liberados durante la Segunda Guerra Mundial, cuando los japoneses invadieron y ocuparon Malaya. Entonces los dirigentes del KMM formaron el Kesatuan Rakyat Indonesia Semenanjung (KRIS) para llevar a cabo la labor de la KMM de formar una "Gran Indonesia" con la reunificación de los territorios de Indonesia y Malasia, que habían sido repartidos entre Inglaterra y los Países Bajos en el Tratado anglo-neerlandés de 1824. Sin embargo, el proyecto nunca se materializó debido a la súbita rendición japonesa después del bombardeo de Hiroshima y Nagasaki. Con el regreso de los británicos, los líderes KRIS formaron el Partido Nacionalista Malayo (PNM, también conocido como el Persatuan Kebangsaan Melayu Malaya o PKMM) para alcanzar sus objetivos por medios democráticos. Sin embargo, el PNM fue pronto prohibido por el gobierno como parte de una represión de los partidos de izquierda, que acabó con la primera fase del nacionalismo malayo.

## La centralización (1890-1910)
Para simplificar la administración de los estados malayos y especialmente para proteger y desarrollar el lucrativo comercio de la minería de estaño y de la extracción del caucho, Gran Bretaña trató de consolidar y centralizar el control, uniendo cuatro estados malayos: Selangor, Perak, Pahang y Negeri Sembilan, en los Estados Malayos Federados. En Kuala Lumpur, la capital, los Residentes Generales británicos administraron la Federación, permitiéndoles a los Sultanes conservar cierto poder limitado únicamente a las funciones de autoridad islámica y asuntos malayos. Se introdujo una legislación moderna para los Estados Malayos Federados, con la creación del Consejo Federal. Aunque los sultanes tenían menos poder que sus homólogos de los Estados Malayos No Federados, la Federación Malaya tenía un mayor grado de modernización.

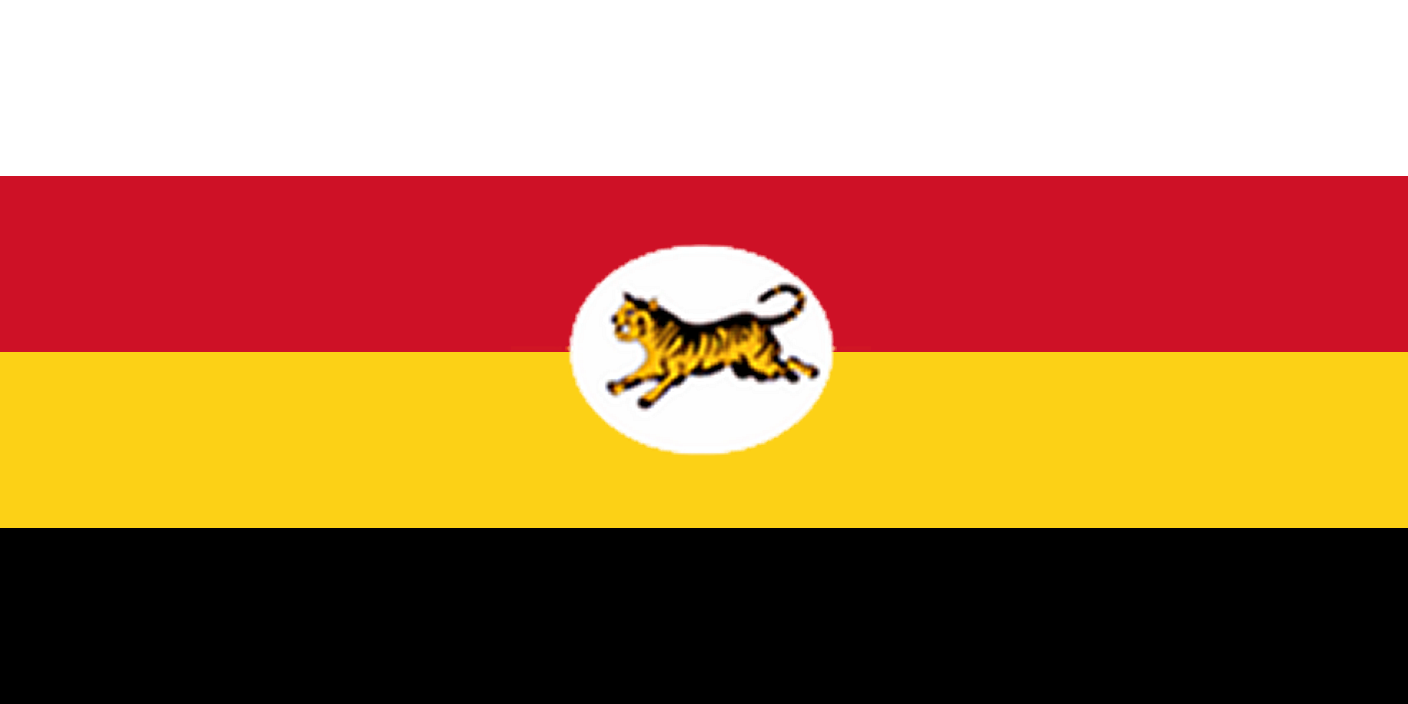
Bandera de la colonia de los Estados Malayos Federados

Los Estados Malayos No Federados por otra parte mantuvieron virtualmente su independencia, con una mayor autonomía, y, en lugar de tener un Residente británico, solo estaban obligados a aceptar un Asesor británico. Perlis, Kedah, Kelantan y Terengganu fueron entregadas por Siam a los Estados No Federados después del Tratado anglo-siamés de 1909.
Por su parte, el Johor independiente tuvo, desde los primeros tiempos de la presencia británica en Malasia, que ceder Singapur a los británicos, y pese a los esfuerzos políticos del Sultán, finalmente se vio obligado a aceptar un Asesor en 1914, convirtiéndose Johor en el último estado malayo de perder su soberanía.
Este período de lenta consolidación del poder en un gobierno centralizado (los Sultanes mantenían sus privilegios, pero no el gobierno de sus estados) tendría un gran impacto más tarde en la construcción de la identidad nacional. Efectivamente, marcó la transición de la idea de los estados malayos como un colectivo de tierras regidas por gobernantes feudales, a la idea de una monarquía constitucional federal. Esto se convertiría en el modelo para la futura Federación de Malaya, y más tarde para Malaysia y, en última instancia, en un modelo único en la región del Sudeste asiático, donde otros países han adoptado la administración centralizada.
Pero por el contrario, después de la Primera Guerra Mundial, los británicos adoptaron una política de descentralización para Malasia. Esto se hizo para atraer a los Estados No Federados a sumarse a los Estados Malayos Federados. De esta unificación surgiría la Unión Malaya, la primera colonia británica unificada en Malasia.

## La Segunda Guerra Mundial
Malasia y Singapur sufrieron la ocupación japonesa de 1942 a 1945. Durante la guerra se calcula que 100.000 personas fueron asesinadas.
Japón invadió primero la isla de Borneo a mediados de diciembre de 1941, aterrizando en la costa oeste cerca de Miri en Sarawak, invasión que se completó el 23 de enero de 1942, cuando aterrizó en Balikpapan, en el Borneo neerlandés. Se calcula que durante toda la guerra, un total de 100.000 personas fueron asesinadas.
Durante la guerra una fuerza de resistencia combatió a los japoneses desde las junglas de Malasia. Grupos tales como el Ejército Antijaponés del Pueblo Malayo (MPAJA), del comunista Chin Peng, y la británica "Fuerza 136" participaron en la mayor parte de la resistencia antijaponesa durante la ocupación.
Las condiciones de vida en esta época fueron brutales, con frecuentes represalias contra la población de origen chino por parte del ejército japonés de ocupación y la policía secreta Kempeitai.
En Borneo, la ocupación también fue resistida por grupos guerrilleros. Entre ellos estaban la guerrilla Kinabalu, dirigida por Albert Kwok en el oeste, y otra dirigida por Mustapha Datu en la parte norte. Sin embargo, la guerrilla Kinabalu terminó con el asesinato en masa de Kwok y sus seguidores en Petagas el 21 de enero de 1944.
En el período 1942-45 las posiciones japonesas en Borneo fueron bombardeadas por las fuerzas aéreas aliadas, con ataques devastadores en Sandakan y Labuan. El 10 de junio de 1945 la 9ª División australiana comenzó desembarcos en Brunéi y en Labuan, preludios de una campaña para retomar el norte de Borneo. La guerra en el norte de Borneo terminó con la rendición de la 37ª División del ejército japonés firmada por el Teniente General Baba Masao en Labuan, el 10 de septiembre de 1945.
La Batalla de Malasia fue una campaña que enfrentó a los Ejércitos Aliados, en este caso los de la Commonwealth británica, y las fuerzas japonesas en la Malasia continental, desde el 8 de diciembre de 1941 hasta el 31 de enero de 1942, durante la Segunda Guerra Mundial. Para los británicos la campaña fue un desastre.
Entre las dos guerras mundiales, la estrategia militar de Gran Bretaña en el Lejano Oriente se vio socavada por la falta de atención y financiación. Los planes del Gobierno británico se basaban principalmente en el estacionamiento de una gran flota en la Base Naval de Singapur. Sin embargo, la espera de la llegada de la Royal Navy se extendió varios meses, hasta que finalmente, cuando estalló la guerra en Europa en 1939, era evidente que la flota no llegaría.
La Batalla de Malasia se inició cuando, luego de la invasión japonesa y la retirada de los británicos, la 25ª División del Ejército Británico en Malasia contraatacó invadiendo el 8 de diciembre de 1941. Tropas japonesas iniciaron un asalto anfibio en la costa norte de Malasia, en Kota Bharu, y comenzaron a avanzar por la costa oriental de Malasia.
Diecisiete bombarderos de la Armada Imperial Japonesa atacaron Singapur, el primer ataque aéreo destinado a la colonia. Los japoneses fueron inicialmente resistidos por el III Cuerpo del Ejército de la India y varios batallones del Ejército británico.
La Fuerza Naval aliada, que consistía en los acorazados HMS Prince of Wales y HMS Repulse, junto con cuatro destructores, comandada por el almirante Tom Phillips, había llegado justo antes del estallido de las hostilidades. Sin embargo, la superioridad aérea japonesa provocó el hundimiento de los buques el 10 de diciembre de 1941, dejando la costa este de Malasia expuesta y permitiendo a los japoneses continuar sus desembarcos.

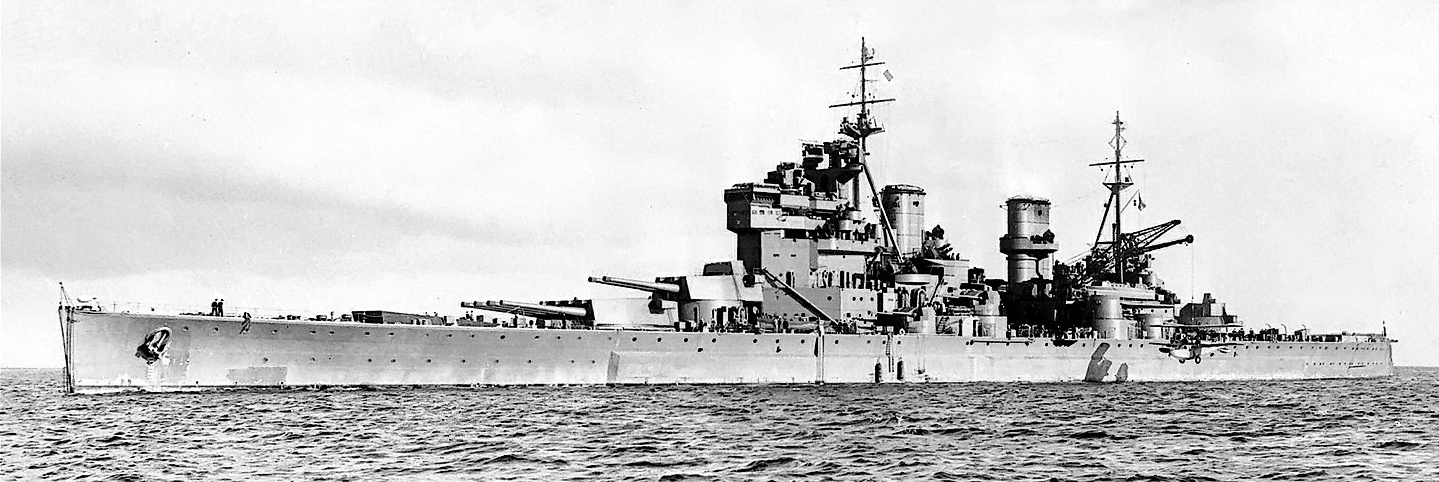
Acorazado HMS Príncipe de Gales

Los escuadrones de los aliados en Malasia se tropezaron con numerosos problemas, entre ellos: mala construcción y mal equipamiento de los aviones, insuficientes suministros de piezas de repuesto, insuficiente número de personal de apoyo, aeródromos difíciles de defender contra el ataque aéreo, falta de una clara y coherente estructura de mando, antagonismo entre la RAF y la Real Fuerza Aérea Australiana, y pilotos sin experiencia que carecían de formación adecuada. Sufrieron graves pérdidas en la primera semana de la campaña. Además, el servicio de inteligencia militar japonés logró poner a sus órdenes a un oficial británico, el capitán Patrick Heenan, un oficial de enlace con el Ejército indio. La eficacia de las acciones de Heenan se discute, los japoneses fueron capaces de destruir casi todos los aviones de los Aliados en el norte de Malasia en tres días. Heenan fue detenido el 10 de diciembre y enviado a Singapur. Sin embargo, los japoneses ya habían logrado la superioridad aérea. Sin una verdadera presencia naval, los británicos no podían enfrentarse a las operaciones navales japonesas en la costa malaya, y con prácticamente ningún avión aliado en la zona, los japoneses también tenían el dominio de los cielos, dejando a las tropas aliadas de tierra y a la población civil expuestas a un ataque aéreo.

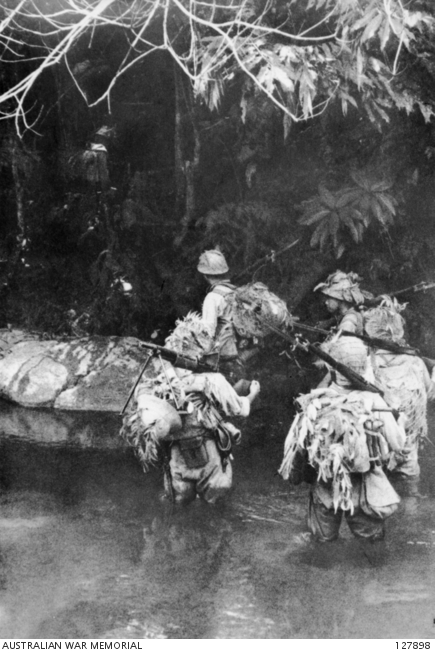
Tropas japonesas cruzando un río malayo.

La isla malaya de Penang fue bombardeada diariamente por los japoneses y tailandeses a partir del 8 de diciembre, y fue finalmente abandonada por los británicos el 17 de diciembre. Armas, barcos, suministros y una estación de radio fueron abandonados y dejados en manos de los japoneses, lo que causó mucha vergüenza entre los británicos. Varios soldados coloniales malayos se quedaron para unirse a los tailandeses.
El 23 de diciembre Tailandia firmó un Tratado donde oficializaba su amistad con el Japón imperial, lo que determinó la consolidación de su alianza militar. Japón recompensó a Tailandia por su cooperación durante la guerra cediéndole el estado malayo de Kedah. No pasó mucho tiempo para que el Ejército japonés se dirigiera hacia su próximo objetivo, la ciudad de Kuala Lumpur. Los japoneses entraron y ocuparon la ciudad sin oposición el 11 de enero de 1942. La isla de Singapur se encontraba ahora a menos de 200 millas de distancia para el ejército japonés invasor.
La 11ª División del Ejército de la India logró retrasar el avance japonés sobre Kampar por unos días, a lo que siguió la desastrosa batalla del Río Slim, en la que dos brigadas de la División India fueron prácticamente aniquiladas.
A mediados de enero, el Ejército japonés llegó a la zona sur del Estado malayo de Johor, donde, el 14 de enero, se encontró con tropas de la 8ª División australiana, comandada por el General Gordon Bennett. En la batalla contra los australianos, los japoneses experimentaron su primer gran revés táctico, debido a la obstinada resistencia de los australianos en Gemas. La batalla en torno al Puente de Gemensah resultó costosa para los japoneses, que perdieron hasta 600 víctimas, pero el puente mismo, que había sido demolido durante los combates, fue reparado en un plazo de seis horas.

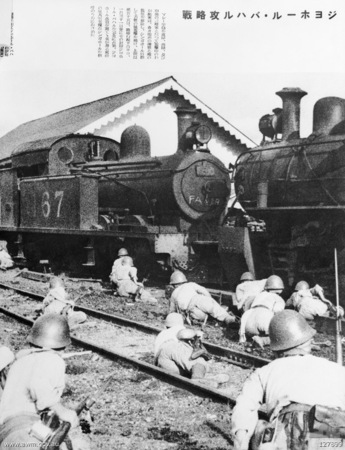
El Ejército Japonés se despliega sobre Johor.

Una de las batallas más sangrientas de la campaña comenzó el 15 de enero de 1942 en una península de la costa oeste, cerca del río Muar. Bennett designó a la 45ª Brigada de la India para la defensa, pero esta fue destruida, resultando muertos su comandante, el General de Brigada H.C. Duncan, y tres comandantes de su batallón.
Encabezada por el Teniente Coronel de Australia, Charles Anderson, el remanente de las tropas indias, junto con las australianas, formaron la Fuerza Muar, que llevó a cabo una retirada de cuatro días. Cuando la Fuerza llegó al puente en Sulong Parit, que se encontraba en manos del enemigo, Anderson, con creciente número de muertos y heridos, ordenó "sálvese quien pueda". Los que pudieron huyeron a las selvas, pantanos y plantaciones de caucho en busca del cuartel general del batallón en Yong Peng. Los heridos fueron dejados a merced de los japoneses y 135 de ellos fueron torturados y asesinados en lo que se conoce como la Masacre de Sulong Parit.
El 31 de enero se organiza la última retirada de las fuerzas aliadas de Malasia. Ingenieros ingleses volaron un agujero de 20 m. de diámetro en la calzada que unía Johor con Singapur. Los invasores japoneses y los infiltrados, a menudo disfrazados de civiles de Singapur, empezaron a cruzar el Estrecho de Johor en botes inflables poco después. En menos de dos meses, la Batalla de Malasia había terminado en una completa derrota para las fuerzas de la Commonwealth. Cerca de 50.000 tropas de la Commonwealth habían sido capturadas o muertas durante la batalla.
La ocupación japonesa de Malasia solo terminó cuando Japón firmó la rendición en 1945, luego de los bombardeos atómicos estadounidenses sobre Hiroshima y Nagasaki.

## La Unión malaya y la Malasia independiente (1945-1957)
Un año después de la Segunda Guerra Mundial, la unidad de la colonia británica fue finalmente consolidada con la formación de la Unión Malaya el 1 de abril de 1946. La nueva Unión fue recibida con una fuerte oposición de los malayos. Esta oposición giraba en torno a dos cuestiones: los vagos criterios de ciudadanía, la cual era negada a los trabajadores de origen chino, y la reducción del poder de los gobernantes malayos locales. Debido a la presión ejercida, la Unión fue sustituida por la Federación de Malaya, el 31 de enero de 1948. La Federación logró la independencia formalmente el 31 de agosto de 1957.
Todos los estados malayos formaron más tarde una federación más grande llamada Malasia, el 16 de septiembre de 1963, junto con Singapur (el cual más tarde se volvió a separar), Sarawak y Borneo del Norte.

### La Emergencia malaya
En junio de 1948 el Partido Comunista Malayo (MCP) empezó una revuelta armada contra la regla del imperio en la Península de Malaca. Las fuerzas del MCP, el Ejército de Liberación Nacional Malayo, fue compuesto por la mayor parte de los chinos en el ultramar, o Tusán como son conocidos en el idioma cantonés. La administración británica apodó al conflicto la Emergencia Malaya, un juego legal para evitar las cuestas de una guerra oficial. El MCP tuvo sus orígenes en el Ejército Popular Antijaponés Malayo (MPAA), lo que fue un grupo similar a los partisanos europeos en la Segunda Guerra Mundial que ayudaron a la causa Aliados.
La emergencia fue uno de los primeros conflictos en la Guerra Fría, y ocurrió al mismo tiempo que la Guerra de Indochina entre Francia y los Vietminh. A diferencia de los franceses, los administradores británicos de Malasia tuvieron buenas relaciones con las autoridades en Malasia. Un contraste importante es que los seguidores del MCP no fueron de la mayoría étnica del país, los malayos, que son musulmanes y se opusieron al comunismo durante la emergencia. El imperio británico utilizó fuerzas de la Commonwealth y tropas irregulares para derrotar la insurgencia, llegando a un número de más de 300 mil personas.